# أصدقاء الألفباء

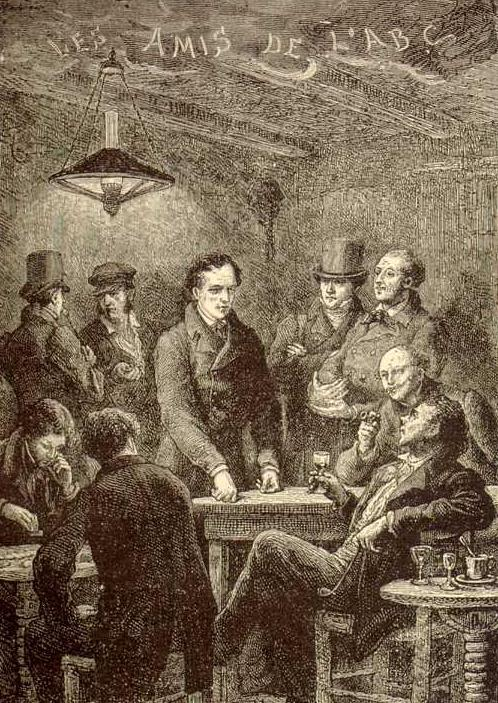
اجتماع لأصدقاء الأبجدية

أصدقاء الأبجديَّة (بالفرنسية: Les Amis de l'ABC)‏ هي جماعة خيالية ظهرت في رواية البؤساء للكاتب الفرنسي فكتور هوغو. 
تلعب دور في الثوره الفرنسية ضد الحكم الملكي
تضم الجماعة:
- باهوريل
- كومبفير
- كوريڤيراك
- محمود الهايل
- أنجلوراس
- فيو
- گرانتير
- جيهان
- جولي
- ليگل
- ماريوس